# STAY (차은우의 노래)
〈STAY〉 차은우의 데뷔 EP ENTITY의 싱글로, 2024년 2월 15일 발매되었다.

## 설명
타이틀곡 'STAY'는 인트로부터 잔잔하면서도 강렬하게 흐르는 어쿠스틱 기타 연주가 돋보이는 컨트리 팝 곡으로, 생동감 있는 사운드와 와일드한 매력이 돋보이는 노래다.
'가끔 누군가가 필요해질 때 나를 떠올리면 돼'
'너의 어젠 나의 지금일 테니, I want you to stay here'
사랑하는 사람과 이별하고 슬퍼하는 모두에게 건네는 위로의 가사는 그리운 것에 대한 감정을 여지없이 표현해 차은우가 전하고자 하는 앨범 전체의 의미를 관통한다.